# Villa Baszta

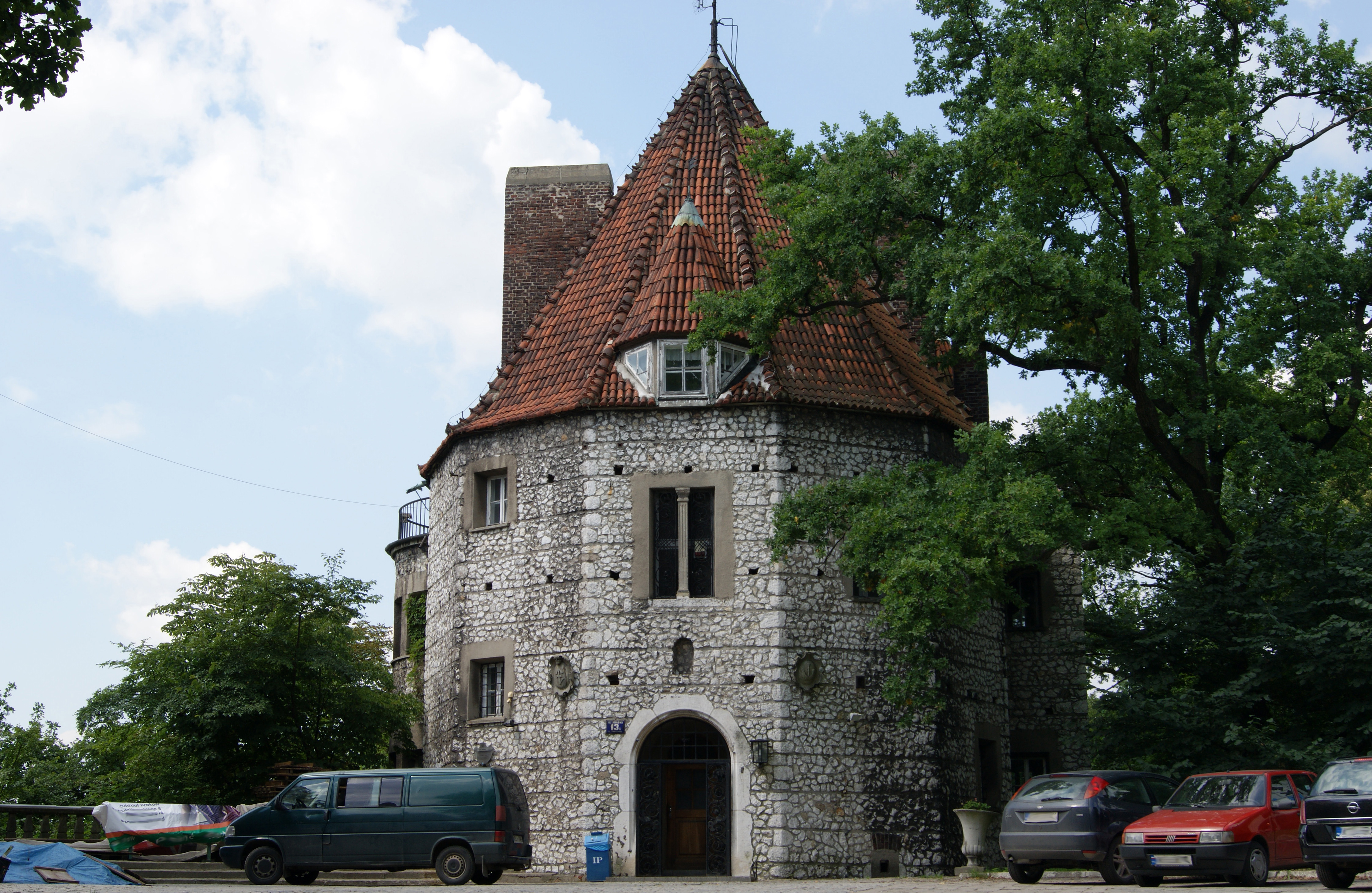
Blick von der ul. Jodłowa

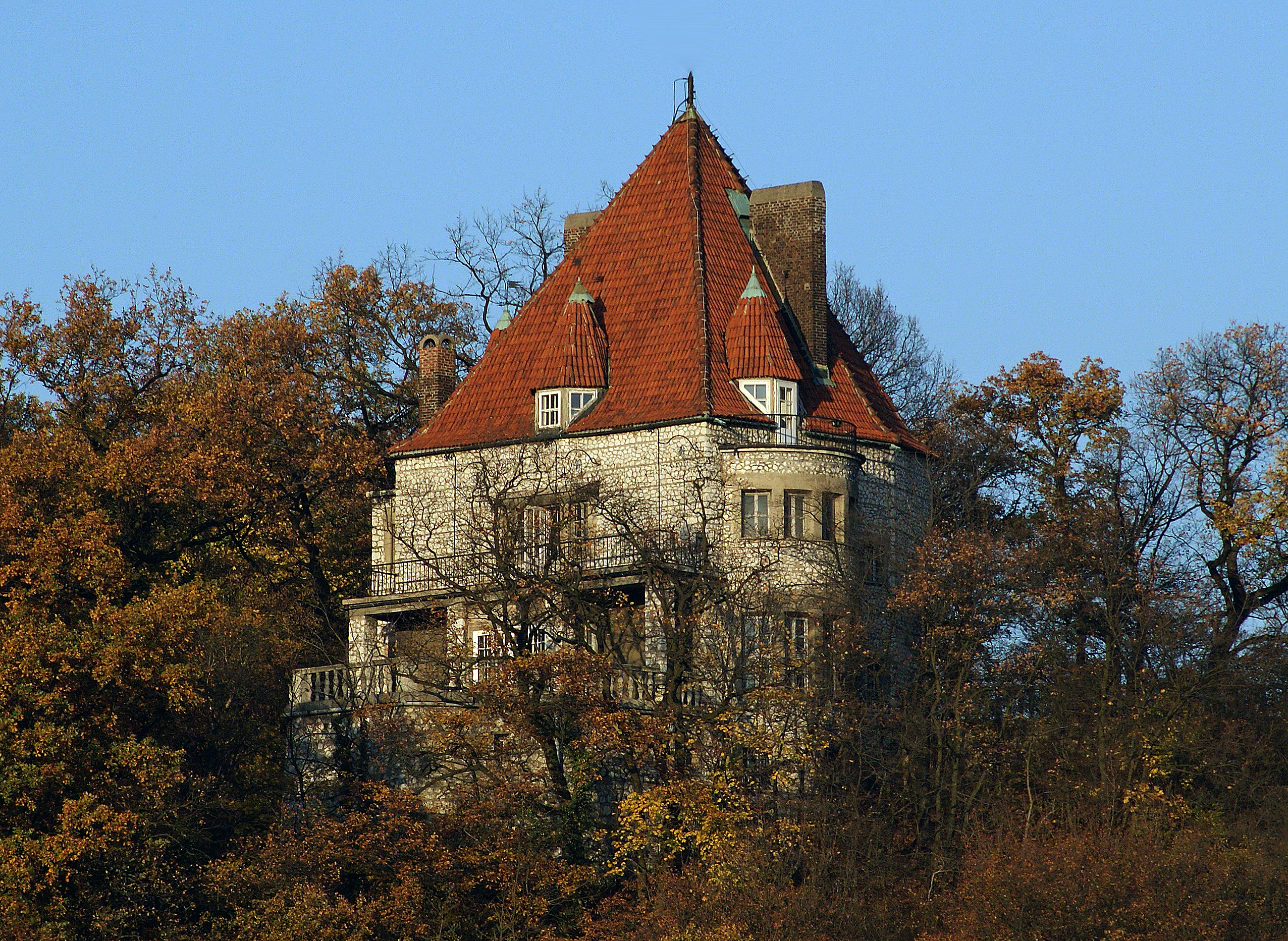
Blick von Weichseltal

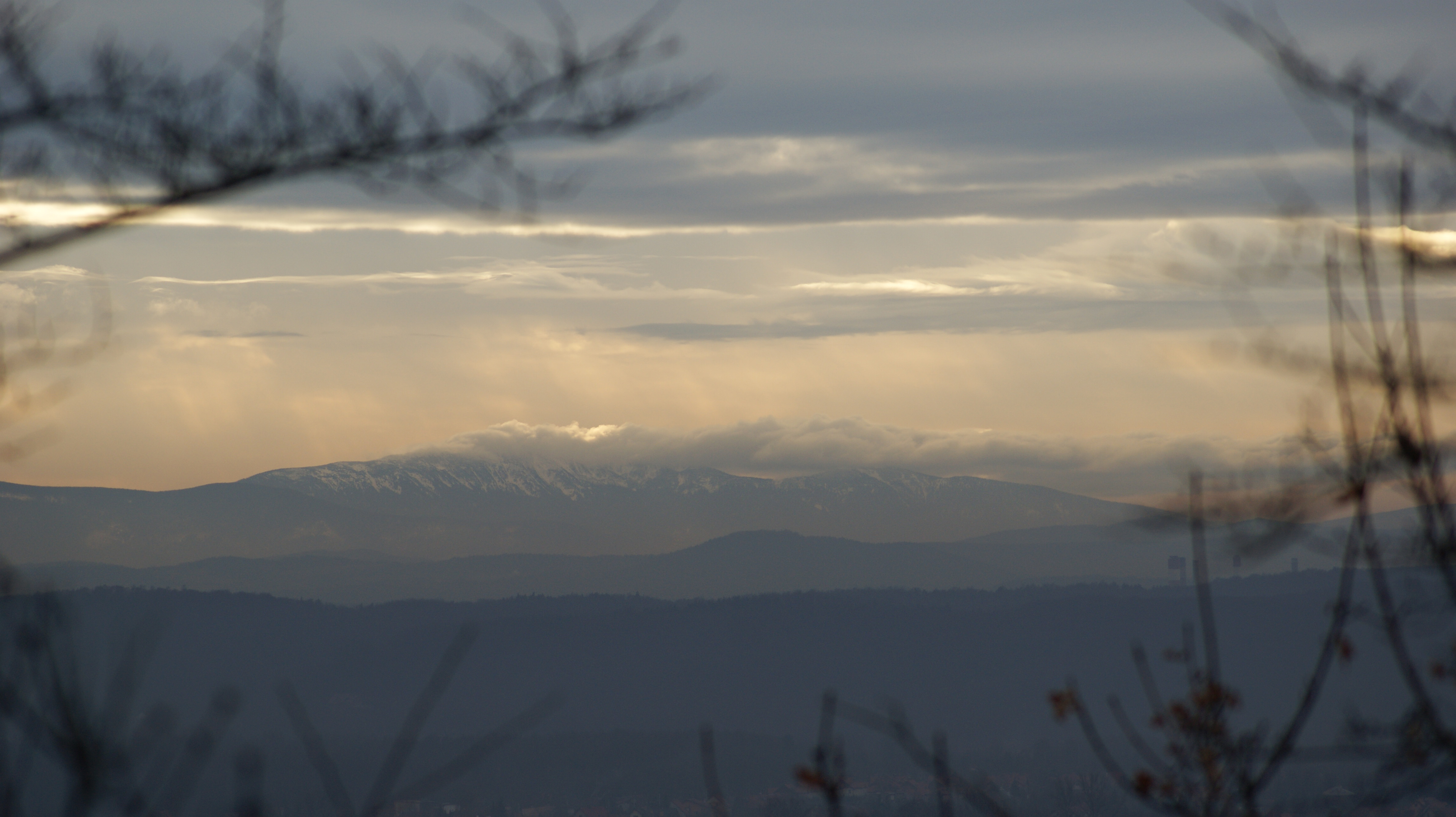
Babia Góra von der Villa

Die Villa Baszta (polnisch Willa Baszta) in Krakau ist eine Villa an der ul. Jodłowa 13a am Wolski-Wald im Stadtteil Przegorzały.

## Geschichte
Die Villa wurde in den Jahren von 1928 bis 1929 von Adolf Szyszko-Bohusz für sich selbst in Form einer mittelalterlichen Rotunde gebaut. Das Grundstück für den Bau, einen bewaldeten Felsen, erwarb er von dem Kamaldulenserkloster. Die Villa wurde 1940 von den deutschen Besatzern beschlagnahmt und Otto Wächter zog in die Villa ein. An die Villa wurde 1942 bis 1943 das Schloss Wartenberg gebaut. Das Gebäude wird derzeit von der Jagiellonen-Universität genutzt.

## Lage
Der Blick von der Villa nach Süden reicht bis an die Tatra und das Massiv der Babia Góra.
Unterhalb der Villa befindet sich das Naturreservat Skałki Przegorzalskie. Oberhalb der Villa befindet sich das Gästehaus der Jagiellonen-Universität.

## Nachweise
- Encyklopedia Krakowa red. Antoni Henryk Stachowski, PWN 2000, ISBN 83-01-13325-2

Koordinaten: 50° 2′ 54,5″ N, 19° 51′ 57,4″ O